# Дорилаймида
Дорилаймида (лат. Dorylaimida)  (лат.) — отряд мелких круглых червей из класса Enoplea. Более 2000 видов.

## Описание
Мелкие круглые черви, от 0,3 до 10 мм, но чаще от 1 до 3 мм. Среди мельчайших видов Tylencholaimus pusillus (Индия) и Tylencholaimus micronanus (Новая Зеландия), имеющие размеры 0,30 – 0,40 мм и  0,37 – 0,42 мм, соответственно, в то время как Dorylaimus macrosoma (Испания) и Tubixaba tuxaua (Бразилия) достигают длины 9,1 и 10,0 мм, соответственно. Наземные и пресноводные свободноживущие нематоды, питаются водорослями, всеядные, некоторые хищники. Обладают обособленными друг от друга губами. Ротовая полость трубчатая, узкая. Передний отдел пищевода слабо склеротизированный, тоньше, чем задний . 

## Классификация
Отряд был выделен американским зоологом Артуром Пирсом (Arthur Sperry Pearse; 1877—1956).
Включает 2 подотряда, 18 семейств, более 250 родов и около 3000 видов.
- Подотряд Dorylaimina  Chitwood 1933 (5 надсемейств)
  - Надсемейство Actinolaimoidea  Thorne 1939 (Thorne 1967) (3 семейства)
    - Семейство Actinolaimidae Thorne 1939 (Meyl 1957) (4 подсемейства, 14 родов, 125 видов)
    - Семейство Carcharolaimidae Thorne 1967 (2 подсемейства, 6 родов, 35 видов)
    - Семейство Trachypleurosidae Thorne 1967 (1 подсемейство, 1 род, 5 видов)

  - Надсемейство Belondiroidea Thorne 1939 (Thorne 1964) (1 семейство)
    - Семейство Belondiridae Thorne 1939 (3 подсемейства, 25 родов, 252 видов)

  - Надсемейство Dorylaimoidea De Man 1876 (Thorne 1934) (4 семейства)
    - Семейство Aporcelaimidae Heyns 1965 (3 подсемейства, 16 родов, 211 видов)
    - Семейство Dorylaimidae De Man 1876 (4 подсемейства, 23 рода, 446 видов)
    - Семейство Nordiidae Siddiqi 1969 (5 подсемейств, 22 рода, 215 видов)
    - Семейство Qudsianematidae Jairajpuri 1965 (Siddiqi 1969) (7 подсемейств, 47 родов, 469 видов)

  - Надсемейство Longidoroidea Thorne 1935 (Khan & Ahmad 1975) (2 семейства)
    - Семейство Longidoridae Thorne 1935 (Meyl 1961) (2 подсемейства, 7 родов, 222 видов)
    - Семейство Xiphinematidae Dalmasso 1969 (Khan & Ahmad 1975) (1 подсемейство, 1 род, 230 видов)

  - Надсемейство Tylencholaimoidea  Filipjev 1934 (Ahmad & Jairajpuri 1983) (4 семейства)
    - Семейство Aulolaimoididae Jairajpuri 1964 (4 рода, 15 видов)
    - Семейство Leptonchidae Thorne 1935 (6 подсемейств, 28 родов, 194 видов)
    - Семейство Mydonomidae Thorne 1964 (3 подсемейства, 14 родов, 116 видов)
    - Семейство Tylencholaimidae Filipjev 1934 (Siddiqi 1969) (4 подсемейства, 26 родов, 127 видов)
- Подотряд Nygolaimina Ahmad & Jairajpuri 1979 (1 надсемейство)
  - Надсемейство Nygolaimoidea  Thorne 1935 (De Coninck 1965) (4 семейства)
    - Семейство Aetholaimidae Jairajpuri 1965b (Ahmad & Jairajpuri 1982) (1 род, 5 видов)
    - Семейство Nygellidae Andrassy 1958 (Jairajpuri 1964) (1 подсемейств, 1 род, 5 видов)
    - Семейство Nygolaimellidae Clark 1961 (Heyns 1968) (2 подсемейства, 3 рода, 10 видов)
    - Семейство Nygolaimidae Thorne 1935 (Meyl 1961) (2 подсемейства, 10 родов, 107 видов)